# Archostemata
Los arcostematos (Archostemata) son un suborden de coleópteros, posiblemente el más antiguo. Tienen en común con los Myxophaga y Adephaga la presencia de pleura protorácica externa, la ausencia de escleritos cervicales y un tipo de alas posteriores que usualmente presenta celda oblonga y están plegadas de tal manera que el pliegue transverso mayor atraviesa la vena MP (medial posterior). Como en los Myxophaga el ápice de las alas está enrollado en espiral.
En contraste con los Adephaga, los adultos tienen las coxas posteriores móviles, en general con trocantines visibles, y 5 (en vez de 6) ventritos visibles, y las larvas perforan madera, presentando grandes molas mandibulares y lígula esclerotizada.

## Taxonomía
Los Archostemata fueron comunes en el Mesozoico, pero ahora son un grupo relicto con unas 50 especies conocidas y cinco familias actuales:
- Familia Crowsoniellidae Iablokoff -Khnzorian, 1983. De la fauna intersticial de Italia.
- Familia Cupedidae Laporte, 1836. Cosmopolita
  - Subfamilia Priacminae Crowson, 1962
  - Subfamilia Mesocupedinae† Ponomarenko, 1969
  - Subfamilia Cupedinae Laporte, 1836
- Familia Micromalthidae Barber, 1913. Nativa de Norteamérica, pero introducida en diversas partes del mundo.
- Familia Ommatidae Sharp and Muir, 1912. Con representantes en América del Sur y Australia.
  - Subfamilia Brochocoleinae† Hong, 1982
  - Subfamilia Tetraphalerinae Crowson, 1962
  - Subfamilia Ommatinae Sharp and Muir, 1912
- Familia Jurodidae Ponomarenko, 1985. Originalmente descrita sobre ejemplares fósiles, en 1996 se descubrió una especie actual en Rusia .
- Familia Triadocupedidae† Ponomarenko, 1966
- Familia Magnocoleidae† Hong, 1998
- Familia Obrieniidae† Zherikhin and Gratshev, 1994
  - Subfamilia Kararhynchinae† Zherikhin and Gratshev, 1994
  - Subfamilia Obrieniinae† Zherikhin and Gratshev, 1994